# Europarlamentari pentru Belgia 1994-1999
Aceasta este o listă a membrilor Parlamentului European pentru Belgia.
- Magda Aelvoet
- Anne André-Léonard
- Raphaël Chanterie
- Willy De Clercq
- Philippe De Coene
- Claude Delcroix
- Gérard Deprez
- Claude Desama
- Karel Dillen
- Daniel Féret
- Mathieu Grosch
- José Happart
- Fernand Herman
- Marie-Paule Kestelijn-Sierens
- Paul Lannoye
- Nelly Maes
- Wilfried Martens
- Philippe Monfils
- Annemie Neyts-Uyttebroeck
- Antoinette Spaak
- Marianne Thyssen
- Leo Tindemans
- Anne Van Lancker
- Frederik Willockx